# Gradszko
Gradszko városa az azonos nevű község székhelye Észak-Macedóniában.

## Népesség
Gradszko városának 2002-ben 2219 lakosa volt, melyből 1920 macedón (86,5%), 215 bosnyák (9,7%), 48 cigány, 14 szerb és 22 egyéb nemzetiségű.
Gradszko községnek 2002-ben 3760 lakosa volt, melyből 2924 macedón (77,8%), 465 bosnyák (12,4%), 127 cigány, 125 albán és 119 egyéb nemzetiségű.

## A községhez tartozó települések
- Gradszko
- Vinicsani
- Vodovrati
- Gornye Csicsevo (Gradszko)
- Grncsiste
- Dvoriste (Gradszko)
- Donye Csicsevo (Gradszko)
- Zgropolci
- Kocsilari
- Kuridere
- Nogajevci
- Podlec
- Szvetyani
- Szkacsinci
- Ubogo
- Ulanci